# Cesar T. Legaspi
Artykuł ten został zgłoszony do umieszczenia na stronie głównej w rubryce „Czy wiesz”.
Pomóż nam go sprawdzić: oceń zgłoszoną nominację.
Cesar T. Legaspi (ur. 2 kwietnia 1917, zm. 7 kwietnia 1994) – filipiński malarz.

## Życiorys
Urodził się 2 kwietnia 1917 w manilskim Tondo. Był synem Manuela Legaspi oraz Rosario Torrente. Poślubił Vitalianę Kaligadan. Para doczekała się pięciorga dzieci, w tym cenionego przez krytyków piosenkarza oraz aktora Celeste Legaspi. Kształcił się w Szkole Sztuk Pięknych Uniwersytetu Filipińskiego, którą ukończył w 1936. Uzupełniał swoje wykształcenie artystyczne w Madrycie oraz Paryżu.
Legaspiego zalicza się do czołowych przedstawicieli filipińskiej sztuki nowoczesnej. Cierpiał przy tym na ślepotę barw, co nie przeszkodziło mu w karierze malarskiej. Jego aktywność twórcza konsekwentnie starała się połączyć najnowsze trendy artystyczne z wyborem tematów specyficznie filipińskich, odzwierciedlających oraz osadzonych w życiu archipelagu. Styl malarski Legaspiego zdradza wprawdzie wpływy kubizmu, dostosowuje się jednak do filipińskich upodobań i wrażliwości. Artysta zachował w swoich pracach zatem obecność konkretnych, rozpoznawalnych postaci. Rozłożył przy tym rozmaite ich aspekty na większą powierzchnię i tworząc z takiej kompozycji harmonijną całość przy kreatywnym użytkowaniu światła, cienia oraz gry barw. Widać to w takich obrazach jego autorstwa jak Man and Woman (znane także jako The Beggars, 1945) czy Gadgets (1947). Pierwsza indywidualna wystawa prac Legaspiego miała miejsce w 1963 w Luz Gallery. W Muzeum Miejskim w stołecznej Manili wystawiano także cykl jego obrazów Jeepney. Natomiast Muzeum Sztuki Filipińskiej poświęciło mu dużą, przekrojową wystawę z okazji czterdziestolecia aktywności artystycznej. Zmarł 7 kwietnia 1994 w Manili.
Za swoją twórczość Legaspi był wielokrotnie nagradzany i wyróżniany. Otrzymał zatem między innymi Patnubay ng Sining at Kalinangan, nagrodę za osiągnięcia artystyczne przyznawaną przez władze miejskie Manili (1972), Gawad CCP para sa Sining, wyróżnienie ufundowane przez Filipińskie Centrum Kulturalne (1990) oraz wreszcie Order Narodowego Artysty Filipin, również w 1990. Został jednocześnie utrwalony w kulturze popularnej. W jednym z odcinków serialu Maalaala Mo Kaya, wyemitowanym w 2018 w jego postać wcielił się Ian Veneracion.